# Martin Phipps
Martin Phipps (* 1. August 1968) ist ein britischer Komponist, der die Musik zu zahlreichen Kino- und Fernsehfilmen geschrieben hat.

## Leben und Werk
Phipps ist der Sohn von Sue Pears und Jack Phipps, einem Kunstmanager, der vorher eine Agentur für zahlreiche wichtige Musiker gegründet hatte. Jack Phipps war auch für Benjamin Britten tätig, dem Taufpaten von Martin Phipps.
Nach einem Studium an der University of Manchester hatte Phipps zunächst gute Kritiken mit Eureka Street, danach mit den BBC-Dramen North & South und Elizabeth – The Virgin Queen. Für letzteren Film erhielt er den Ivor Novello Award für die beste Filmmusik.
Phipps schrieb die Musik für Low Winter Sun von Channel 4, ferner für Grow Your Own. Ebenso komponierte er für die BBC-Produktion von Jane Austens Sense and Sensibility. Danach erhielt Phipps den Auftrag für die Musik der BBC-Version von Oliver Twist. Hierfür erhielt er 2008 erneut den Ivor Novello Award für die beste Fernseh-Filmmusik.
2005 schrieb Phipps die Filmmusik für Pierrepoint, ferner für The Wife of Bath, der BBC-Inszenierung der Canterbury Tales und das zeitgenössische Drama Dirty Filthy Love. Außerdem schrieb er die Musik für The Flying Scotsman und The Line of Beauty.

## Filmografie (Auswahl)
- 2004: North & South (Fernsehvierteiler)
- 2004: New Tricks – Die Krimispezialisten (New Tricks, Fernsehserie, 6 Folgen)
- 2005: Elizabeth I – The Virgin Queen (The Virgin Queen)
- 2006: Pierrepoint
- 2007: Persuasion
- 2008: Sinn und Sinnlichkeit (Sense and Sensibility, Fernsehdreiteiler)
- 2009: Endgame
- 2010: Brighton Rock
- 2011: Große Erwartungen (Great Expectations, Fernsehdreiteiler)
- 2014: The Honourable Woman
- 2014: The Keeping Room – Bis zur letzten Kugel (The Keeping Room)
- 2014: X+Y
- 2015: Die Frau in Gold (Woman in Gold)
- 2019: Niemandsland – The Aftermath (The Aftermath)
- 2019–2020: The Crown (Fernsehserie, 20 Folgen)
- 2022: The Railway Children Return
- 2023: Napoleon
- 2024: Black Doves (Fernsehserie, 6 Folgen)